# Modern Guilt
Modern Guilt è l'undicesimo album discografico del cantautore statunitense Beck, pubblicato nel 2008. L'album è stato prodotto da Beck e Danger Mouse e si avvale della collaborazione di Cat Power (nei crediti indicata con il suo nome Chan Marshall).

## Tracce
Tutte le canzoni sono state scritte da Beck ad eccezione di Walls, scritta da Beck, Danger Mouse, Paul Guiot e Paul Piot.
1. Orphans– 3:15 (feat. Chan Marshall)
2. Gamma Ray – 2:57
3. Chemtrails  – 4:40
4. Modern Guilt – 3:14
5. Youthless – 3:00
6. Walls – 2:22 (feat. Chan Marshall)
7. Replica – 3:25
8. Soul of a Man – 2:36
9. Profanity Prayers – 3:43
10. Volcano – 4:26

Extended version bonus disc
1. Vampire Voltage No.6 – 2:20
2. Bonfire Blondes – 2:26
3. Half & Half – 3:21
4. Necessary Evil – 3:35
5. Gamma Ray video – 2:54
6. Youthless video – 2:51
7. Modern Guilt video – 3:14
8. Replica video – 3:24

## Formazione
- Beck - composizione, flauto, chitarra acustica, chitarra elettrica, percussioni, voce

Altri musicisti
- Larry Corbett - violoncello
- Danger Mouse - tastiere, programmazione, produzione, effetti, sintetizzatore
- Jason Falkner - basso, chitarra
- Greg Kurstin - organo, piano, sintetizzatore
- Brian LeBarton - sintetizzatore
- Matt Mahaffey - basso
- Chan Marshall - voce
- Joey Waronker - batteria